# تيار الاستقلال
تيار الاستقلال هو تيار من القضاة المصريين، تأسس في عهد الرئيس محمد حسني مبارك للمطالبة باستقلال السلطة القضائية وعدم استخدامها كأداة سياسية.

## تاريخه
تأسس هذا التيار في أواخر عهد الرئيس حسني مبارك داخل نادي القضاة، وقام بوقفات احتجاجية ضد إحالة بعض رموزه للمساءلة، احتجاجًا على محاولات تقييد القضاء خاصة في تعديل قانون السلطة القضائية عام 2006. وبعد ثورة 25 يناير اختير بعض رموز التيار في مناصب قضائية ورقابية عليا لما يتمتعوا به من نزاهة وسمعة طيبة بين القضاة، فكان منهم المستشار محمود مكي الذي صار نائبًا لرئيس الجمهورية في عهد الرئيس محمد مرسي، والمستشار أحمد مكي الذي صار وزيرًا للعدل، والمستشار أحمد محمد سليمان الذي صار وزيرًا للعدل في حكومة هشام قنديل، والمستشار حسام الغرياني الذي اختير رئيسًا للجمعية التأسيسية لصياغة الدستور والمستشار هشام جنينة الذي صار رئيسًا للجهاز المركزي للمحاسبات. وبعد الانقلاب العسكري ضعف تأثير ذلك التيار تدريجيًا.

## نشأة التيار وأهدافه
ظهر تيار استقلال القضاء داخل نادي القضاة المصري، مكونًا من أبرز رموز السلطة القضائية منذ مؤتمر "العدالة الأول" عام 1986، حيث طالب قضاة التيار بعدم تجديد حالة الطوارئ، في مواجهة صدامات مع نظام الرئيس الأسبق حسني مبارك.
وبعد احتجاجات عام 2005 في مدينة الإسكندرية، برز التيار كقوة مؤثرة في الأوساط القضائية، مطالبًا بضمان إشراف قضائي مستقل على الانتخابات البرلمانية، بقيادة المستشار محمود الخضيري. وقد رفع تيار استقلال القضاء عدة مطالب، تمثلت في:
- حماية استقلال القضاة من تدخل السلطة التنفيذية.
- ضمان حيادية الرقابة القضائية على التشريعات والانتخابات.
- دعم نزاهة القضاء وكفاءته كوسيلة لتحقيق العدالة.[6][7][8]

## أبرز المحطات والأحداث
- انتخابات نادي القضاة – 2008

في مايو 2008، فازت قائمة تيار الاستقلال في انتخابات نادي قضاة المنصورة بالكامل بالتزكية، في خطوة فسّرها مراقبون بأنها رفض لمحاولات وزير العدل آنذاك السيطرة على النادي، حيث اعتمد التيار على دعم واسع بين القضاة المطالبين بالاستقلال القضائي.
- احتجاجات ما بعد 2011

في أعقاب ثورة 25 يناير 2011، طالب التيار بإصلاحات سياسية وقضائية شاملة، شملت:
- - إنهاء حالة الطوارئ.
  - إطلاق سراح المعتقلين السياسيين.
  - ضمان إشراف قضائي كامل على الانتخابات.[3][4][6][7][11][12]

- معارضة الانقلاب العسكري في 2013

في 25 يوليو 2013، أصدر 75 قاضيًا من تيار الاستقلال بيانًا رفضوا فيه عزل الرئيس محمد مرسي، مؤكدين تمسكهم بالشرعية الدستورية ومبدأ الفصل بين السلطات.
- تصعيد المواجهة وتصفية الرموز

في أكتوبر 2013، بدأت السلطات بمحاكمة 75 قاضيًا من رموز التيار، بسبب مواقفهم المناهضة للانقلاب العسكري، واتُخذت إجراءات عقابية بحق عدد منهم، من بينهم القاضيان وليد شرابي وهشام اللبان.
كما صدر قرار رئاسي بإحالة القاضي وليد الشافعي، أحد رموز التيار، إلى المعاش بعد اتهامه بالانتماء لحركة سياسية تُعرف باسم "قضاة من أجل مصر".
- أزمة التشريعات – 2013

في أبريل 2013، ندد تيار الاستقلال بمحاولة فرض قانون جديد يقضي بخفض سن تقاعد القضاة، معتبراً هذه الخطوة "مذبحة قضائية"، وطالب البرلمان بعدم تمرير القانون دون التشاور مع الهيئات القضائية، مؤكدًا أن الخطوة تهدف لتصفية القضاة المعارضين.

## بعض الشخصيات البارزة
- المستشار محمود الخضيري، نائب رئيس محكمة النقض سابقًا، وزعيم تيار الاستقلال بعد عام 2005، استقال من منصبه احتجاجًا على أوضاع القضاء في عهد مبارك.[4][5]
- المستشار يحيى الرفاعي، شيخ القضاة المصريين ومؤسس الحركة بعد مؤتمر العدالة عام 1986، يُعد من أبرز المدافعين عن استقلال القضاء المصري.[3][4]
- المستشار أحمد مكي، وزير العدل الأسبق، ومن قادة التيار البارزين، وشارك في معارك استقلال القضاء في 2006 و2013.[7][4]
- المستشار حسام الغرياني، رئيس الجمعية التأسيسية للدستور في 2012، يُعد من أبرز رموز تيار استقلال القضاء.[3]
- المستشار أحمد محمد سليمان، وزير العدل الأسبق في وزارة هشام قنديل.
- المستشار هشام جنينة، رئيس محكمة الاستئناف وسكرتير عام نادي القضاة سابقًا، وأحد الناشطين البارزين في التيار، تولى لاحقًا رئاسة الجهاز المركزي للمحاسبات بعد ثورة يناير.[4][11][9]
- القاضي وليد الشافعي، كشف عن وقائع تزوير الانتخابات البرلمانية عام 2010، وعضو بارز في تيار الاستقلال، أُحيل إلى التقاعد عقب اتهامه بالانتماء لحركة سياسية.[15]

## التأثير والنتائج
مثّل تيار استقلال القضاء صوتًا معارضًا داخل السلك القضائي ضد تدخل السلطة التنفيذية في شؤون القضاء ومحاولات الهيمنة على العملية التشريعية والانتخابات.
وساهم التيار في تسليط الضوء على قضايا حساسة مثل خفض سن تقاعد القضاة، وضمان نزاهة الانتخابات، واستقلال السلطة القضائية.
لكن مع تطور الأحداث عقب انقلاب 2013، تعرض رموز التيار لحملات أمنية ومحاكمات وإجراءات عقابية، ما أدى إلى تراجع تأثيرهم داخل المؤسسة القضائية، لا سيما بعد عزل عدد من القضاة المعروفين بانتمائهم للحركة، فيما سُمي بـ "مذبحة قضاة البيان".
ويرتبط نشاط التيار بمحطات بارزة مثل انتخابات نادي القضاة في 2008، ثورة يناير 2011، والأحداث السياسية بعد 30 يونيو 2013.